# Platystele pisifera
Platystele pisifera är en orkidéart som först beskrevs av John Lindley, och fick sitt nu gällande namn av Carlyle August Luer. Platystele pisifera ingår i släktet Platystele och familjen orkidéer. Inga underarter finns listade i Catalogue of Life.